# Osvaldo Padilla
Osvaldo Montecillo Padilla (né le 15 août 1942 à Sogod, Cebu) est un prélat philippin de l'Église catholique qui a passé sa carrière au service diplomatique du Saint-Siège. Il devient archevêque en 1991 et occupe le poste de nonce apostolique dans plusieurs pays avant de prendre sa retraite en 2017.

## Carrière diplomatique
Le 17 décembre 1990, le pape Jean-Paul II le nomme archevêque titulaire de Pia (de) et nonce apostolique à Panama (en). Il reçoit la consécration épiscopale le 6 janvier 1991 des mains de Jean-Paul. En 1994, il est nommé nonce au Sri Lanka (en). Le 22 août 1998, il est nommé nonce au Nigeria (en)
Le 31 juillet 2003, il est nommé nonce au Costa Rica (en) et le 12 avril 2008 nonce en Corée du Sud (en) Le 26 avril 2008, il se voit confier en outre le poste de nonce en Mongolie (en).
Il prend sa retraite le 15 septembre 2017. À la retraite, il vit aux Philippines. Il est le frère aîné de l'archevêque Francisco Montecillo Padilla, également nonce